# 山內站
山內站（日语：／ Yamauchi eki */?）是位於福岡縣八女市山内町，日本國有鐵道（國鐵）矢部線的鐵路車站（廢站）。車站位於八女市東端。

## 歷史
- 1945年（昭和20年）12月26日：矢部線全線開通，此一般車站同日啟用[1]。
- 1962年（昭和37年）4月1日：成為業務委託車站（委托者：日本交通觀光社（日语：日本交通観光社））[2]。
- 1971年（昭和46年）2月20日：結束貨運和行李起卸業務[3]。成為無人車站[4]。
- 1985年（昭和60年）4月1日：隨著矢部線全線被廢除，此站也被廢除[1]。

## 車站構造
在有人車站時代，此站設有2面2線的相對式月台，當時可進行列車交會，以及設有貨物起卸設備。此站與此站北川內站無人化後，對面的月台和路軌被撤去，變為只有1面1線的單式月台。站舍被拆毀，月台上設有候車室。
由於車站設備縮減，因此站前空間較大。在建設公民館時，可同時設置一座門球場。

## 現狀
車站遺址變為八女市東公民館。 

## 相鄰車站
日本國有鐵道（國鐵）
矢部線
上妻－山內－北川內

## 注腳
1. 1 2 3 4  石野哲 (编).  初版. JTB. 1998-10-01: 700. ISBN 978-4-533-02980-6 （日语）.
2. ↑  . 交通新聞 (交通協力会). 1962-04-01: 1} （日语）.
3. ↑  . 官報. 1971-02-18 （日语）.
4. ↑  . 鐵道公報（日语：鉄道公報） (日本國有鐵道總裁室文書課). 1971-02-18: 4 （日语）.

## 相關項目
- 日本鐵路車站列表 Ya